# Šabići
Šabići es un pueblo de la municipalidad de Velika Kladuša, en el cantón de Una-Sana, Bosnia y Herzegovina.

## Superficie
Posee una superficie de 6,86 kilómetros cuadrados.

## Demografía
Hasta 2013 la población era de 882 habitantes, con una densidad de población de 128,5 habitantes por kilómetro cuadrado.